# 景観寺

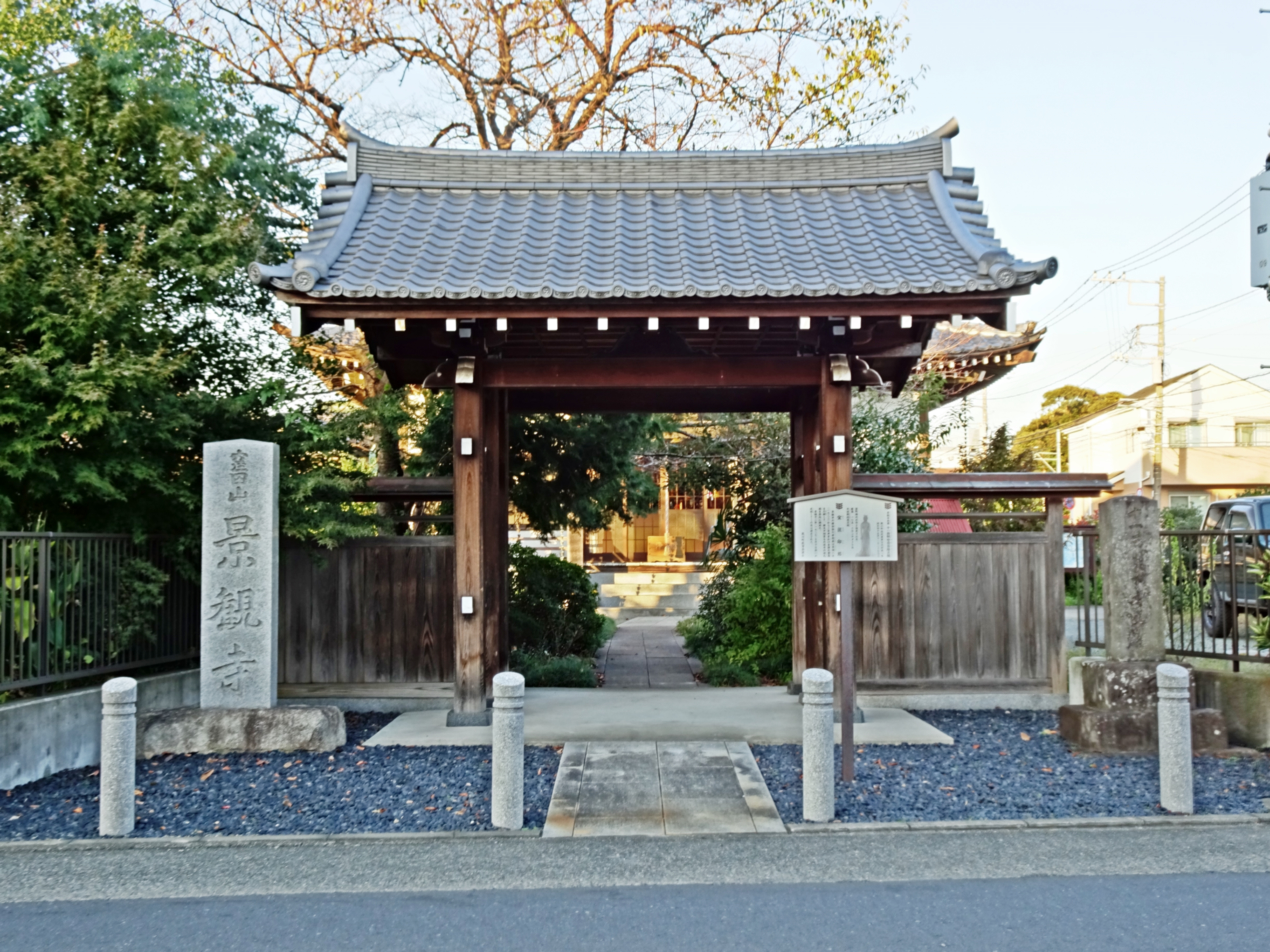
景観寺山門

景観寺（けいかんじ）とは神奈川県高座郡寒川町一之宮にある天台宗の寺院である。山名は窪田山。本尊は十一面観音。
現在、三十三応現身像を町指定文化財に指定するか検討中である。

## 文化財
- 十一面観音像（町指定重要文化財、第一号）[4]

## 交通アクセス
- JR相模線寒川駅から徒歩6分程度